# La Chapelle-Baloue
La Chapelle-Baloue település Franciaországban, Creuse megyében. Lakosainak száma 118 fő (2022. január 1.). La Chapelle-Baloue Bazelat, Crozant, Lafat és Saint-Sébastien községekkel határos.

## Népesség
A település népességének változása:
| Lakosok száma | 264  | 197  | 151  | 139  | 138  | 135  | 135  | 128  | 125  | 118  |
|               | 1968 | 1982 | 1990 | 2006 | 2013 | 2015 | 2017 | 2019 | 2020 | 2022 |